# バラモンジン

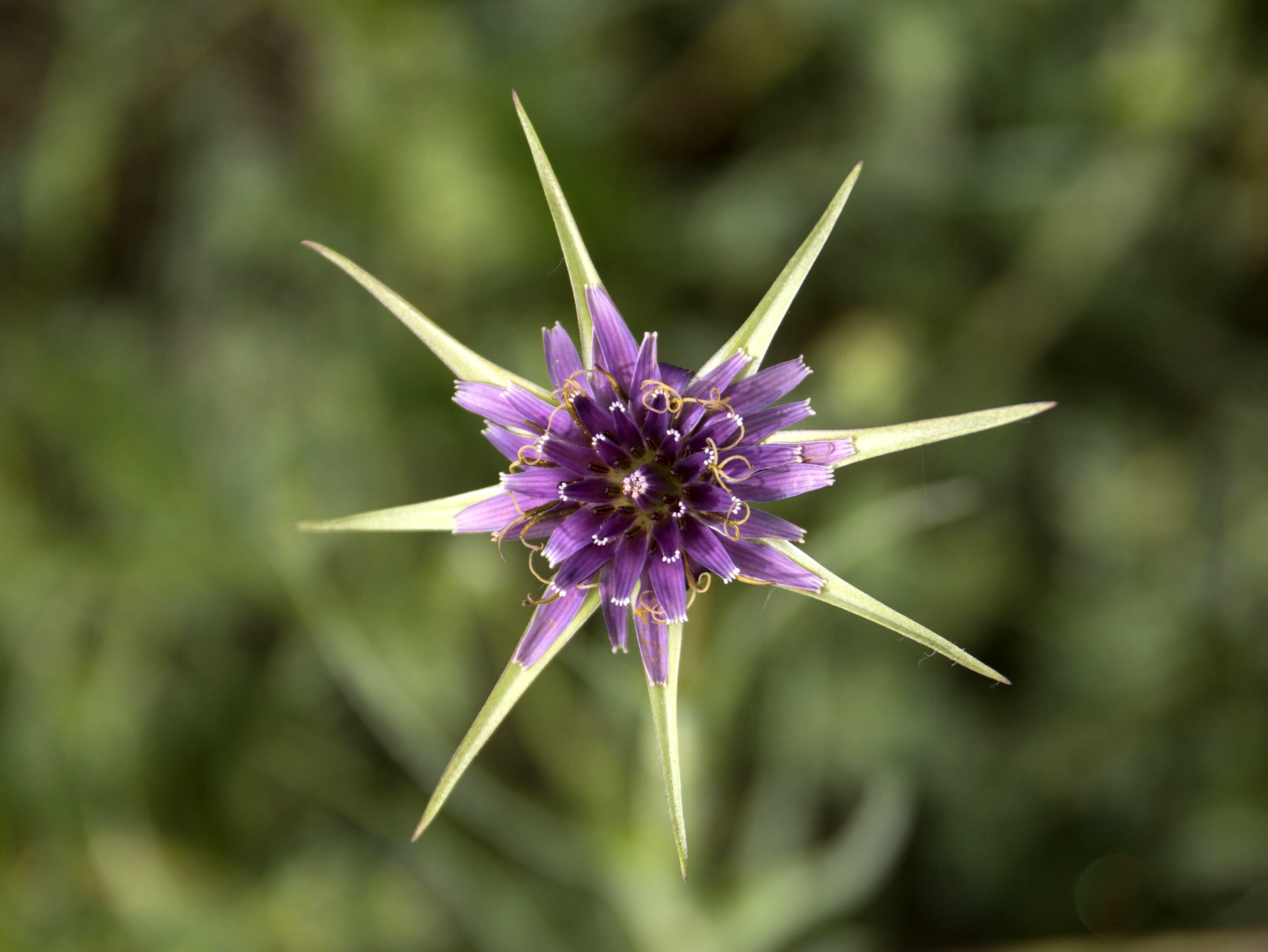
Tragopogon porrifolius

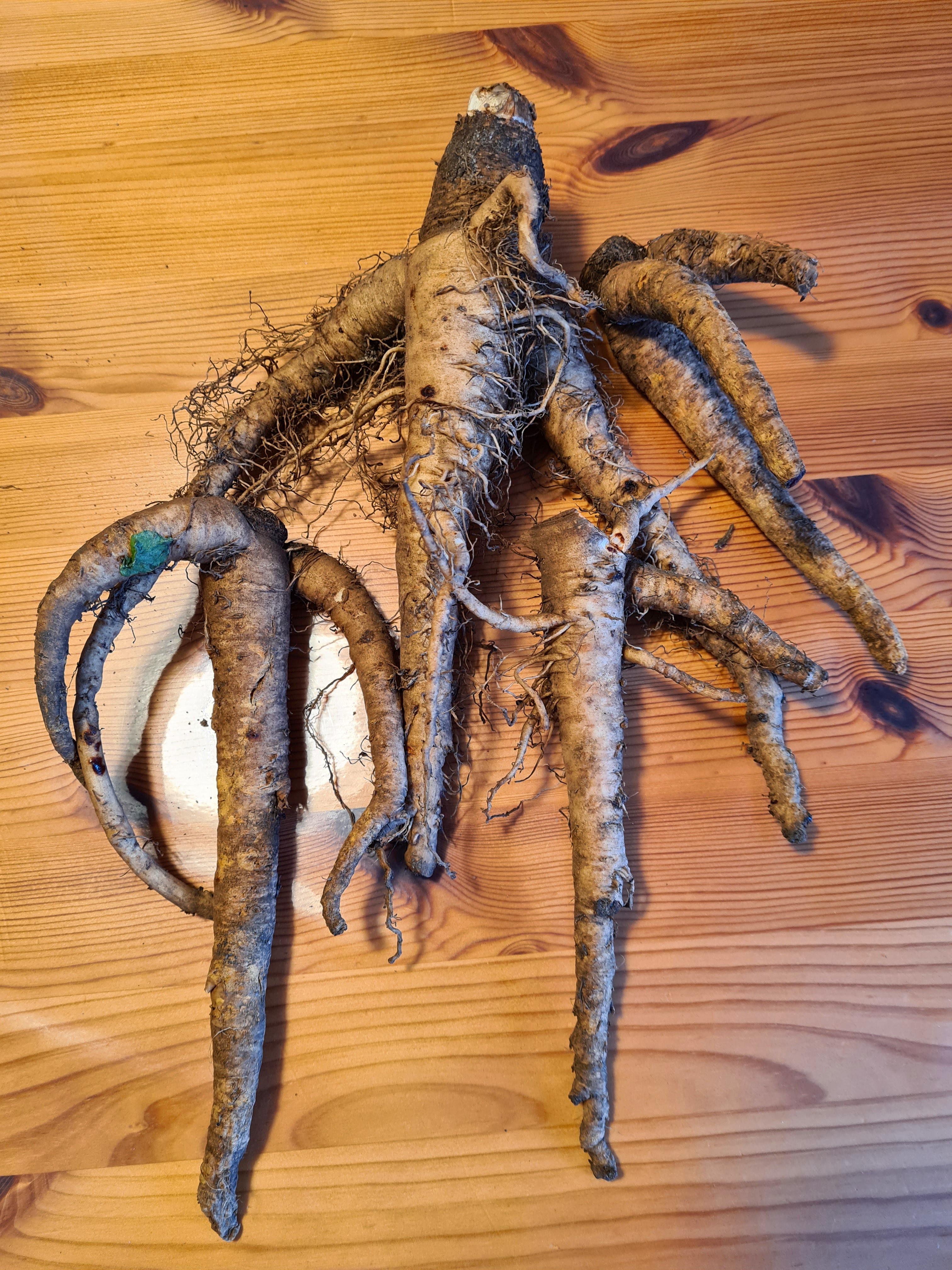
バラモンジンの根

バラモンジン(婆羅門参、学名:Tragopogon porrifolius)はキク科バラモンジン属に属する植物。別名は、ムギナデシコ。英語ではパープルサルシファイ、オイスタープラント、イェルサレムスター、ゴーツベアード、サルスィフィまた単にサルシファイとも呼ばれる。地中海沿岸地域を原産地とし、その後ブリテン諸島、北米、日本、オーストラリア、ハワイなどに帰化している。

## 和名
和名はバラモンジンの他にセイヨウゴボウ、ムギナデシコともいう。「バラモン」はインドの司祭を意味し、サンスクリット語のブラーフマナ (ब्राह्मण)を音写したもの。「ジン」は漢語の參で、根を薬用にするオタネニンジン(朝鮮人蔘）に由来する。
バラモンジン(婆羅門參)の中国での初出は李時珍の『本草綱目』(1578年)にみられ、西域のバラモン（司祭、僧侶）がこれを玄宗に献じたためこの名がついたとある。
日本での初出は飯沼慾斎著『新訂草木図説』(1875年)である。バラモンジンをムギナデシコと呼ぶのは、嘉永(1848-1854)年間頃からといわれる。
日本には1877年ころ食用または観賞用に渡来し、1911年頃までには外来種として帰化した。
日本でも根を煮て食べたり，味噌漬けにする。

## 特徴
二年生植物または多年草
高さ60cmから120cm。茎は、無毛で光沢があり淡緑色になる。また中空であり直立する。葉は軟らかく無毛で、先が尖り、基部は茎を抱く。葉脈は細く、葉と平行している。
頭花は枝の先に1つずつ付く。紫色の舌状花からなり、直径5cmほどになる。花弁の先は5歯があり、子房と冠毛の基部の間が離れる。
イギリスでは、6月から9月に開花する。アメリカのカリフォルニアのような温暖な地域では4月に開花する。日本では7月頃に開花する。総苞も無毛で淡緑色になる。総苞片は10個ほどあり、痩果ができる頃には、長さ5cmほどになる。痩果は円筒形で長さは9-14mm、淡褐色になり表面がざらつき、冠毛をもつ。

## 食用
根や若芽は野菜として食用され、ガイウス・プリニウス・セクンドゥスの『博物誌』にも記載がある。栽培は16世紀になってフランスとイタリアで開始された。イギリスでは当初観賞用として栽培され、18世紀には食用とされたが、その後一般的な野菜ではなくなった。
現在は、フランス、ドイツ、イタリア、ロシアで根の栽培が行われているが、近年は同様に根菜用としてはスコルツォネラヒスパニカの方が人気がある。味が牡蠣の風味があるということからオイスタープラントとも呼ばれる。幼根はサラダ、主根はスープやシチューの具として調理される。また根からラテックスが抽出され、チューインガムの原料にもなる。若芽はアスパラガスと同様に調理される。発芽した種子もサラダやサンドウィッチに利用される。
生薬としても利用され、ペダニウス・ディオスコリデスの『薬物誌』に記載されており、肝臓や胆嚢に効くとされる。利尿薬としても用いられた。

## 二次代謝産物
二次代謝産物としてジヒドロイソクマリンやビベンジルを産出する。
またバラモンジンは二量体ジヒドロイソクマリンを自然発生する最初の事例とされ、この配合はトラゴノール(tragoponol)と呼ばれ、十二員環ジラクトンを作る。ほかにコーヒー酸、クマリン配糖体、C-グリコシド結合したフラボノイドなども産出する